# Loña del Monte (Esgos)
Loña del Monte (llamada oficialmente San Salvador de Loña do Monte) es una parroquia del municipio español de Esgos, en la provincia de Orense, Galicia.

## Toponimia
La parroquia también es conocida por el nombre de San Salvador de Loña del Monte.

## Organización territorial
La parroquia está formada por una entidad de población:
- Gomariz

## Demografía
Gráfica demográfica del lugar de Gomariz y la parroquia de Loña del Monte según el INE español:
| Gráfica de evolución demográfica de Loña del Monte entre 2000 y 2022 |
|                                                                      |
| Datos según el nomenclátor publicado por el INE.                     |